# Raamsdonk
Raamsdonk (en Raamsdonkois : Rammesdoenk) est un village situé dans la commune néerlandaise de Mont-Sainte-Gertrude (Geertruidenberg en néerlandais), fondée par Guillaume Ier de Hollande dans la province du Brabant-Septentrional.
Le 1er janvier 2007, le village comptait 2 190 habitants.

## Toponymie
Raamsdonk (comme Dunc) est mentionné pour la première fois en 1253 comme Ramesdunc et en 1330 comme Raemsdonc. Une « dunc » ou « sombre » est une colline de sable dans une zone marécageuse. Le préfixe « Raams » peut indiquer la présence d'un certain type de plante, l'ail des ours sauvage. Cependant, il peut également être le nom d'une personne.

## Histoire

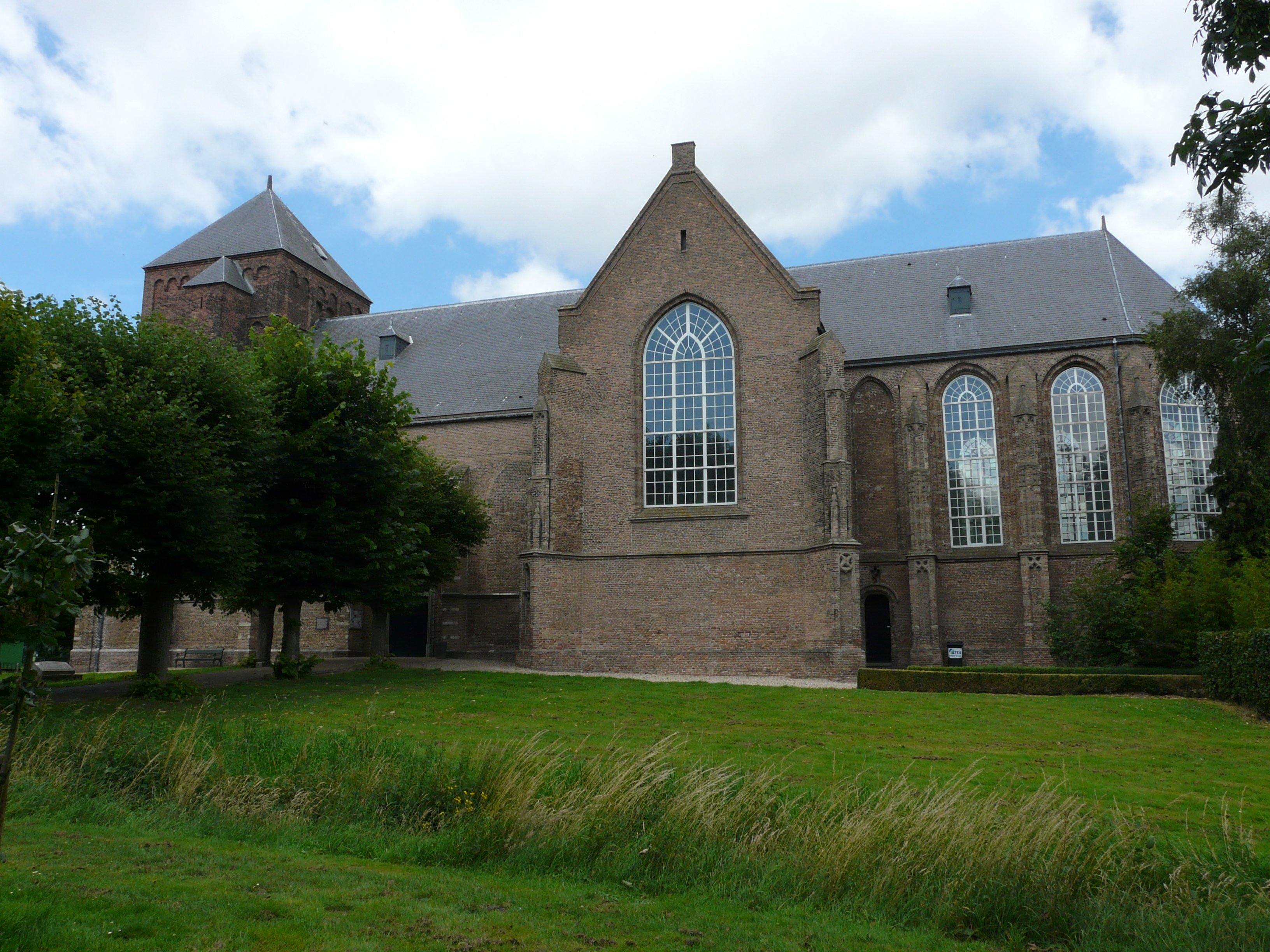
Église Saint Lambert à Raamsdonk

Le premier village Raamsdonk a d'abord eu une église dédiée à saint Lambert, montrant à la fois son ancienneté et ses liens avec la Principauté de Liège. En 1317, le village a été donné par le gouvernement en fief à Claes Wieldrecht, qui a construit le Manoir ambachtsheer de Raamsdonk. Une autre partie de la paroisse s'est rapprochée de la paroisse de Groot Waspik. La partie sud sera plus tard nommée Hendrik Luiten Craft.
Le village a été en grande partie détruit lors de l'inondation du 19 novembre 1421 et a été alors reconstruit à quelques centaines de mètres au sud. Ainsi, l'église s'est retrouvée à l'extérieur du village.
Raamsdonk appartenait depuis le Moyen Âge au Bailliage de Hollande du Sud. Lors de la Trêve de douze ans en 1609, l'église est tombée dans les mains de l'Église réformée. En 1611 est arrivé le premier pasteur.

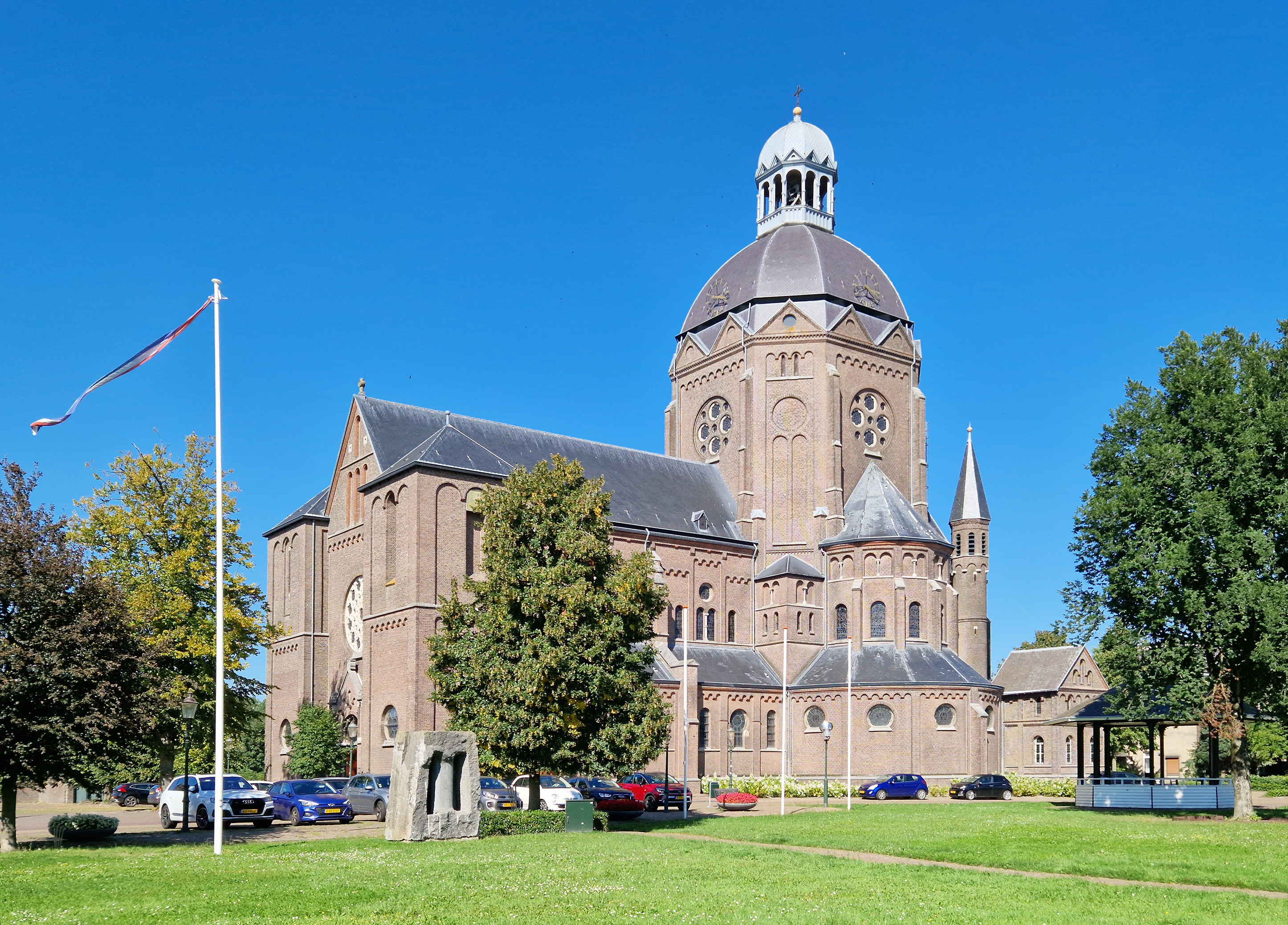
Église monumentale Saint-Bavon

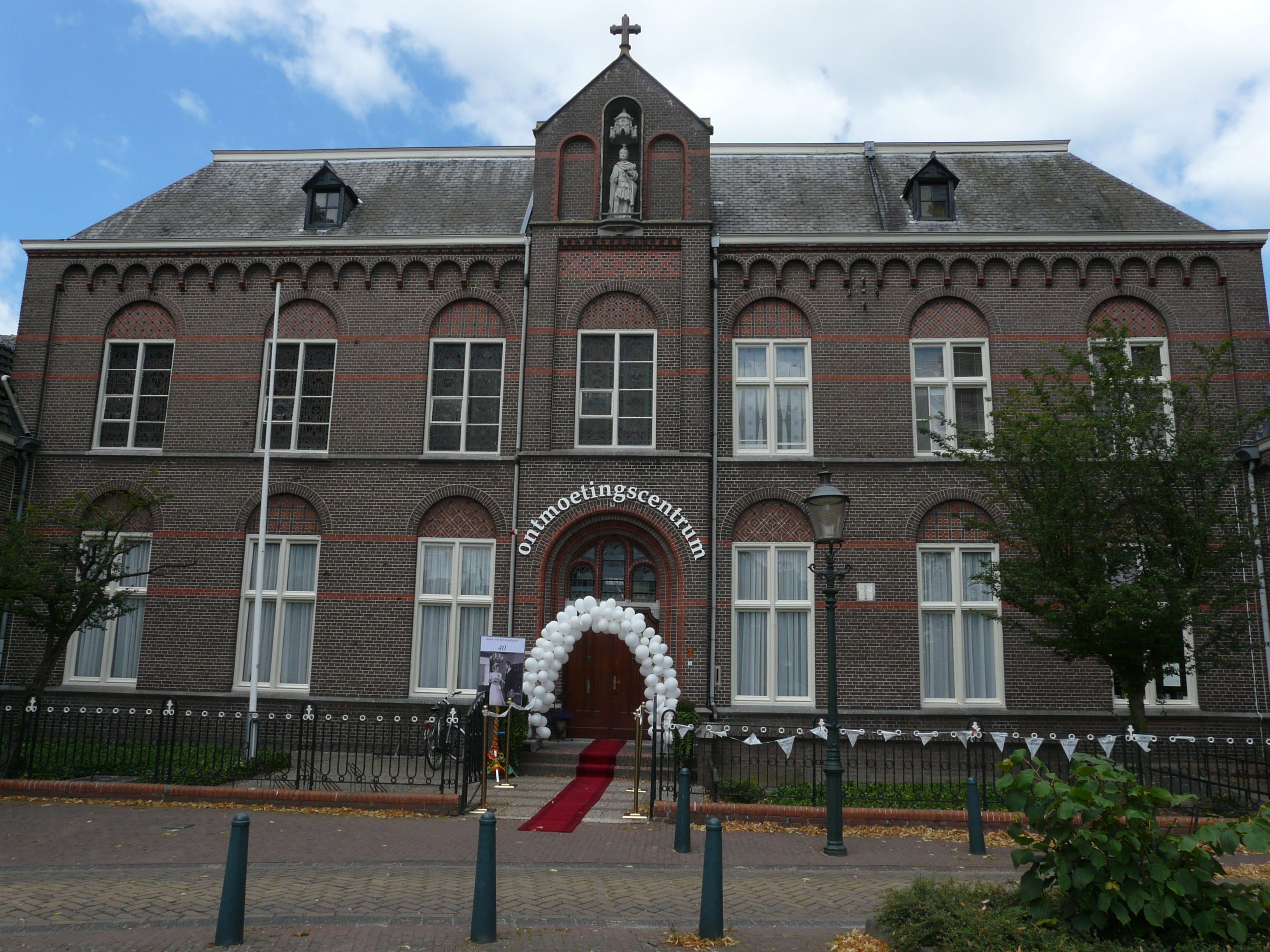
Ontmoetingscentrum

Les catholiques ont reçu l'autorisation en 1690 de mettre en place une église dans une grange, qui se trouvait dans le hameau Waspikse, la Benedenkerk. En 1787 a été installée à Raamsdonk une autre église grange, qui a été consacrée à Saint-Bavon et était dans la Bergenstraat. En 1798, cependant, les catholiques ont exigé de revenir à l'église Saint-Lambert. Ce qu'ils ont fait, mais en payant une somme d'argent en compensation. L'église de la grange a continué à servir jusqu'en 1888. Puis une nouvelle église Saint-Bavon monumentale, a été construite d'après les plans de l'architecte Carl Weber. Elle est située dans le village actuel.
En 1722 le nouvel hôtel de ville de Raamsdonk a été construit. En 1822, Raamsdonk a obtenu son tracé définitif et a été une commune indépendante jusqu'au 1er janvier 1997, date de son rattachement à la commune de Mont-Sainte-Gertrude.
À Raamsdonk, jusque vers 1850 a existé une petite communauté française, avec parmi eux une famille Graveline, ainsi qu'à Rotterdam vers 1700 et à Philippine en Zélande.